# 1866 en littérature
| Années de la littérature : 1863 - 1864 - 1865 - 1866 - 1867 - 1868 - 1869    |
| Décennies de la littérature : 1830 - 1840 - 1850 - 1860 - 1870 - 1880 - 1890 |

Cet article présente les faits marquants de l'année 1866 en littérature.

## Événements
- 4 février : Le poète Charles Baudelaire fait une chute lors de sa visite à l'église Saint-Loup à Namur en Belgique, première atteinte grave vers la paralysie générale.
- février : L'avocat, journaliste et écrivain Maurice Joly, inculpé pour « excitation à la haine et au mépris du gouvernement », commence à purger ses 15 mois de détention à la prison Sainte-Pélagie à Paris, pour la publication et la diffusion depuis la Belgique de son dialogue philosophique pamphlétaire Dialogue aux enfers entre Machiavel et Montesquieu (1864) visant le Second Empire de Napoléon III. Sa peine durera jusqu'en mai 1867.
- 1er juillet : Baudelaire est ramené de Belgique à Paris par Mme Aupick et le peintre Alfred Stevens. Le poète infirme est admis à la maison de santé du Dr Duval.
- Société historique russe.

## Parutions

### Essais
- Pierre Larousse, Grand Dictionnaire universel du XIXe siècle.
- Mémoires, de Philippe Aubert de Gaspé.

### Poésie

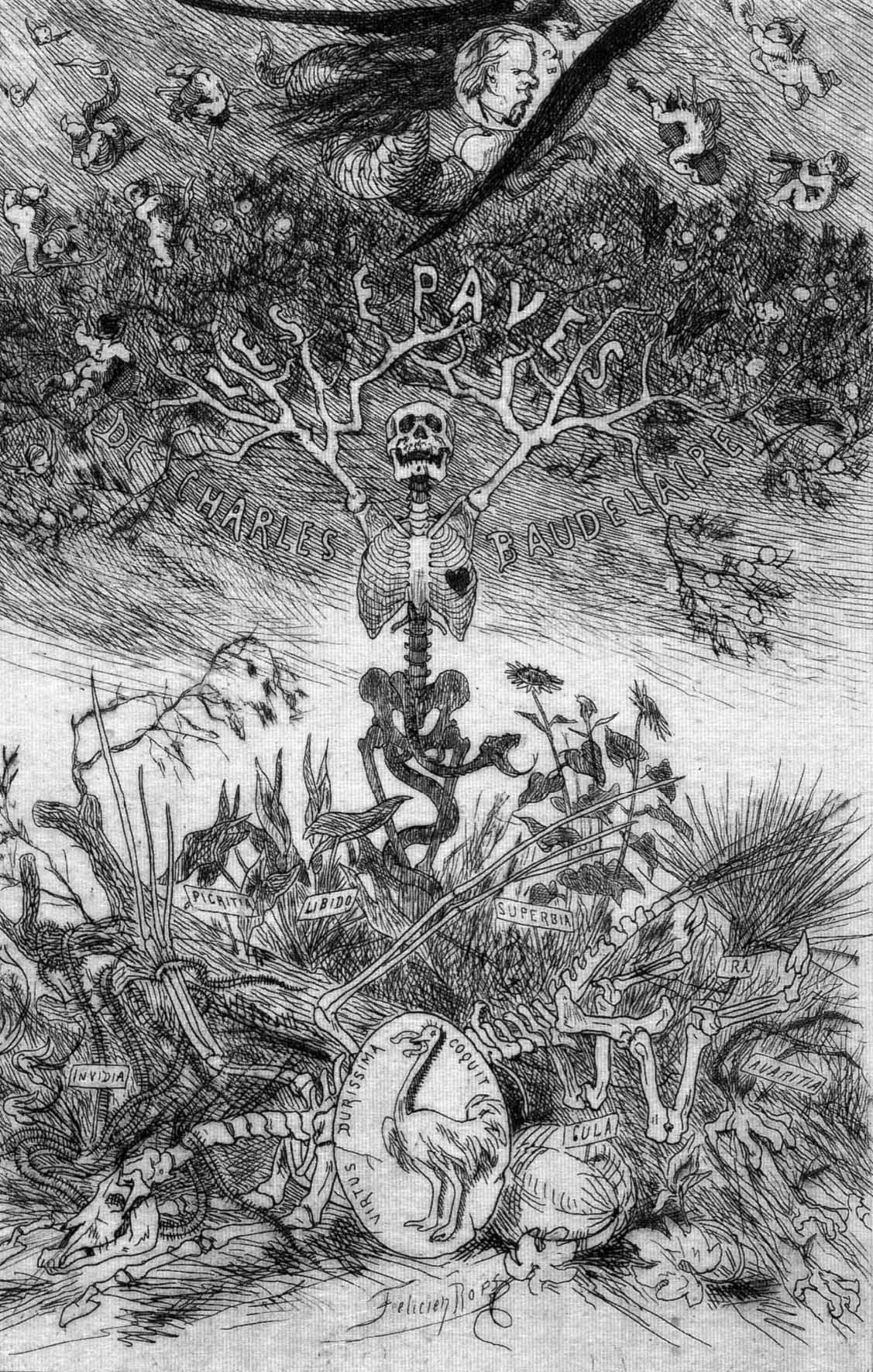
Illustration pour Les Épaves, de Baudelaire

- Parution d’un recueil collectif de poèmes de différents auteurs, intitulé Le Parnasse contemporain « recueil de vers nouveaux », à l’initiative de Catulle Mendès et de sa femme Judith Gautier (fille de Théophile), édité par en trois volumes par Alphonse Lemerre (1866, 1871, 1876), avec des poèmes de Gautier, Banville, Leconte de Lisle, Baudelaire, Hérédia, Coppée, Catulle Mendès, Sully Prudhomme, Verlaine et Mallarmé, qui envoie dix poèmes qui sont tous acceptés (dont l’Azur et Brise marine).

- Paul Verlaine, Poèmes saturniens.
- Baudelaire, Les Épaves, publiées à Bruxelles.
- Victor Hugo : Les Chansons des rues et des bois.

### Romans

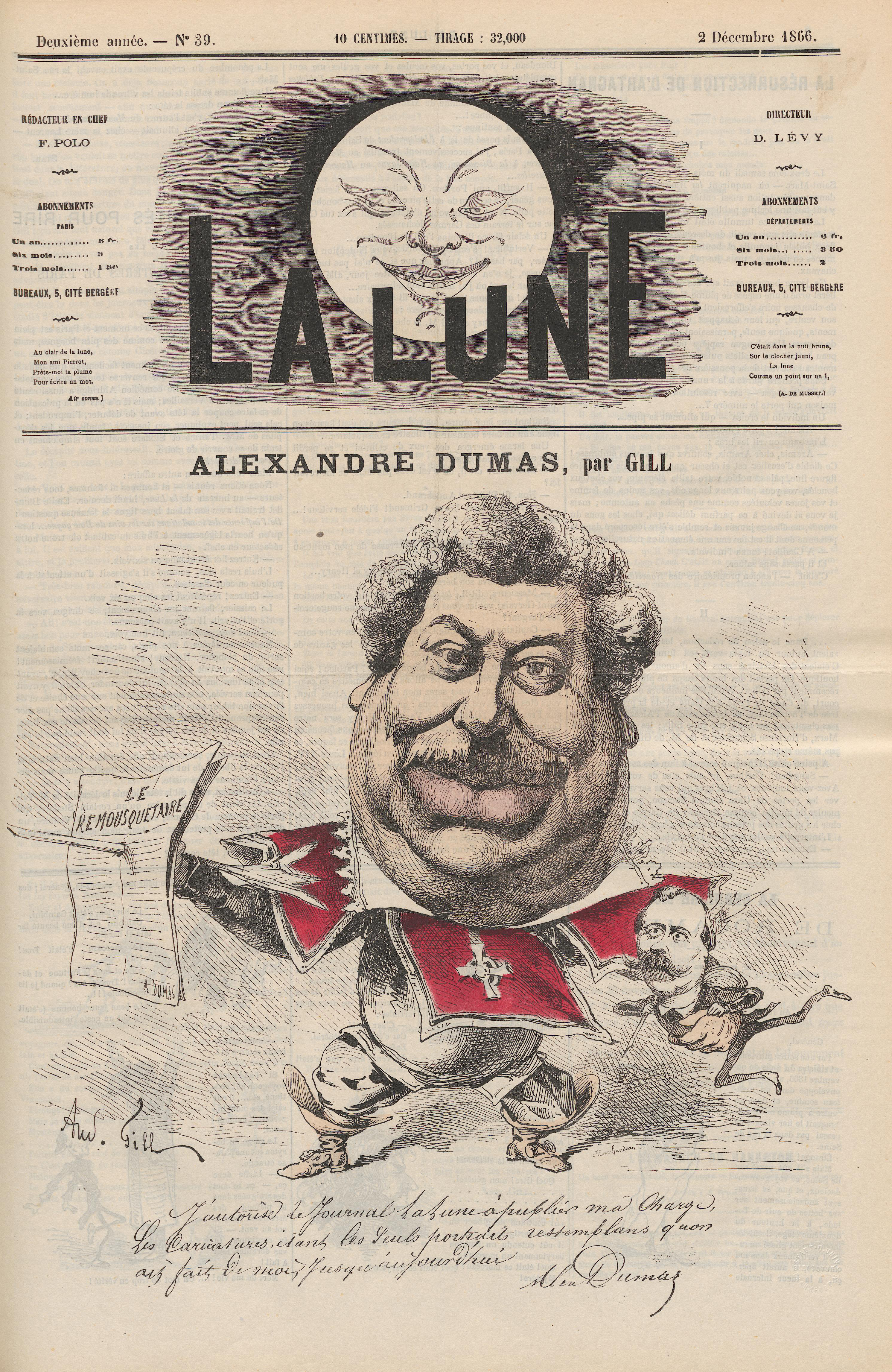
Caricature d'Alexandre Dumas, parue dans La Lune le 2 décembre 1866

- Fiodor Dostoïevski (russe), Crime et Châtiment et Le Joueur.
- Alphonse Daudet, Les Lettres de mon moulin.
- Émile Gaboriau, L'Affaire Lerouge.
- Victor Hugo, Les Travailleurs de la mer. Le mot pieuvre (terme local des îles anglo-normandes de la Manche pour poulpe) entre dans la langue française.
- Comtesse de Ségur, La Fortune de Gaspard, L'Évangile d'une grand-mère, .
- Jules Verne, Les Aventures du capitaine Hatteras.

## Théâtre
- Villiers de L'Isle-Adam, Morgane (drame).

## Principales naissances
- 29 janvier : Romain Rolland, écrivain français († 30 décembre 1944).
- 16 février : Vyacheslav Ivanov, poète, philosophe, dramaturge et traducteur russe († 16 juillet 1949).
- 31 août : Elizabeth von Arnim, romancière anglaise née en Australie († 9 février 1941).
- 21 septembre : H.G Wells, écrivain anglais connu pour ses romans de science-fiction  († 13 août 1946).

## Principaux décès
- 1er octobre : Maria Susanna Cummins, écrivaine américaine (° 1827).
- 22 novembre : Prosper de Barante, historien et homme politique français (° 1782).